# 국제변호사
국제변호사(國際辯護士)는 주로 국제적인 업무를 담당하는 변호사를 지칭하는 용어로 사용되나, 엄밀하게 국제변호사란 자격은 없다. 변호사 자격은 국가(대한민국, 영국)별, 또는 주별(미국)로 주어지기 때문이다. 현재 대한민국에서는 국내변호사 외에는 변호사라는 명칭을 사용할 수 없으므로, 국외에서 변호사의 자격을 취득한 자가 대한민국 내에서 변호사라는 명칭을 사용하는 것은 변호사법에 따라 처벌된다. 국외변호사는 일정한 자격을 갖춘 경우 등록을 거쳐 외국법자문사가 될 수 있다. 그러나 국제적으로 통용되는 영미법을 공부한 미국과 영국 변호사가 국제적 분쟁을 다루는 예가 많아 그들을 지칭하여 국제변호사라고 부르는 경향이 한국에 있으나, 한국법상 변호사법과 외국법자문사법에 의해 국제변호사를 표방하는 행위는 금지되어있다. 

## 같이 보기
- 외국변호사
- 외국법자문사